# Llança de Fuchai
La Llança de Fuchai (吳王夫差矛) és suposadament la llança del Rei Fuchai de Wu, l'arxirival del Rei Goujian de Yue. Va ser desenterrada a Jiangling, Hubei el novembre del 1983. La inscripció en ella és un tipus d'escriptura utilitzada només en els estats de Wu, Yue, i Chu dia 鸟虫文 o escriptura d'ocells i cucs, una variant de l'escriptura de segell. La inscripció reflecteix el model de text de l'espasa del Rei Goujian, exceptuant el canvi del nom del propietari i el tipus d'arma. En aquest cas, el text diu:, "吴王夫差自作用矛" o "(Pertanyent a) Rei Fuchai de Wu feta pel seu ús personal, aquesta llança."